# Tabletcomputer für Kinder
Tabletcomputer für Kinder sind abgewandelte Formen des Tabletcomputers (Kurz: Tablets bzw. Kinder-Tablets) genannt. Ähnlich dem Gerät für Erwachsene, handelt es sich auch bei diesen Computern für Kinder um flache, tragbare Computer, meist mit einem Touchscreen. Der Fokus dieser Rechner liegt einerseits auf dem Aspekt des interaktiven Lernens als auch einer spielerischen Einführung in verschiedene Nutzungsmöglichkeiten der Geräte für Erwachsene.
Durch die stetige Steigerung der Zugangsmöglichkeiten zu digitalen Medien steigt die Anzahl der Kinder, die regelmäßig online sind. Mittlerweile sind bereits 28 % aller Sechsjährigen in Deutschland regelmäßig online aktiv. Von den Dreijährigen haben immerhin schon 10 % Erfahrung im Netz gesammelt. Dabei stellt die Altersgruppe unter 19 Jahren den mit Abstand größten Anteil an Tablet-Nutzern. Mit fast 30 % machen Kinder beinahe ein Drittel dieser Nutzer aus. Kinder-Tablets sprechen die Zielgruppe der etwa drei- bis neunjährigen Kinder an. Filtermöglichkeiten, vor allem bei der Nutzung des Internets, sollen einen kindgerechten Inhalt garantieren, dessen Fokus auf Lerninhalten liegt und von Elternteilen kontrolliert werden kann.

## Unterschiede zu gewöhnlichen Tablets
Bereits die äußerlichen Merkmale unterscheiden Kinder-Tablets stark von den gewöhnlichen Geräten. In der Regel werden sie von einem Kantenschutz aus Gummi umgeben, um Schäden zu vermeiden. Ebenso sorgen Kratzfeste Displays für zusätzlichen Schutz vor unnötigen Schäden. Was die Größe angeht, sind Kinder-Tablets in ähnlichen Größen wie die der Erwachsenen Modelle erhältlich. Das Fire Tablet beispielsweise ist für jegliche Altersklassen mit 7 Zoll erhältlich.

## Hersteller
Üblicherweise werden die Handheldgeräte von den Branchenführern Apple, Amazon und Samsung angeführt. Allerdings haben in der Sparte der Kinder-Tablets einige weitere Hersteller entsprechende Geräte im Angebot:
- VTech
- Archos
- Lexibook